# Носов, Константин Григорьевич
Константи́н Григо́рьевич Но́сов (5 августа 1937, Сталинск, Западно-Сибирский край — 7 января 1996, Москва) — советский промышленный деятель, директор металлургических комбинатов. Депутат Верховного Совета УССР 11-го созыва. Член ЦК КПУ (1986—1990). Народный депутат СССР (1989—1991). Кандидат технических наук (1990).

## Биография
Родился 5 августа 1937 года в Сталинске (сейчас Новокузнецк Кемеровской области) в семье инженера-металлурга Григория Ивановича Носова. В 1939 году семья переехала в Магнитогорск.
В 1959 году окончил Магнитогорский горно-металлургический институт. Член КПСС с 1962 года.
- 1959—1960 — подручный сталевара мартеновского цеха № 3 Магнитогорского металлургического комбината имени Ленина
- 1960—1965 — мастер производства мартеновского цеха № 1 Магнитогорского металлургического комбината.
- 1965—1973 — начальник смены, заместитель начальника, начальник мартеновского цеха № 1 Магнитогорского металлургического комбината имени Ленина.
- 1973—1975 — главный сталеплавильщик Западно-Сибирского металлургического завода в городе Новокузнецке Кемеровской области.
- 1975—1979 — заместитель главного сталеплавильщика, заместитель начальника производственного отдела Магнитогорского металлургического комбината имени Ленина.
- 1979—1981 — слушатель Академии народного хозяйства при Совете Министров СССР.
- 1981—1982 — главный инженер — заместитель директора Макеевского металлургического завода имени Кирова Донецкой области.
- 1982—1986 — директор Днепровского металлургического комбината имени Дзержинского Днепропетровской области.
- 1986—1993 — генеральный директор Криворожского металлургического комбината «Криворожсталь» имени Ленина Днепропетровской области.
- 1993—1996 — вице-президент Международной инженерной академии.

В 1989—1991 годах — народный депутат СССР от Дзержинского территориального избирательного округа № 426 Днепропетровской области. Член Плановой и бюджетно-финансовой комиссии Совета Союза.
Умер 7 января 1996 года в Москве, похоронен в Магнитогорске на Левобережном кладбище.

## Семья
Сын — Носов, Сергей Константинович.

## Награды
- орден Трудового Красного Знамени (1971);
- орден Ленина (1986);
- Премия Совета Министров СССР (1991);
- Почётная грамота Президиума Верховного Совета УССР;
- медали.